# Bassano Romano
Bassano Romano là một đô thị ở tỉnh Viterbo, phía bắc Lazio (Italia). Đô thị này có diện tích km2, dân số thời điểm năm là người.
==Tham khảo==